# Muraille de Gorgan
La  muraille de Gorgan, surnommée le Serpent rouge, est un système de défense de l'époque sassanide situé près de Gorgan, dans la province du Golestān, dans le nord-est de l'Iran, au sud-est de la mer Caspienne.
Le mur relie cet espace maritime aux montagnes du nord-est de l'Iran. Il s'agit de l'une des nombreuses portes de la Caspienne situées à l'est d'une région connue pendant l'Antiquité sous le nom d'Hyrcania, sur la route reliant les steppes du nord au centre iranien. 
Construit en 420 et 530 après J.-C., le mur a sans doute  protégé les Sassanides des peuples au nord de leur territoire, notamment les Huns blancs, mais cette hypothèse reste contestée en raison du manque de menaces avérées à cette époque dans la région. Il constitue l'un des murs frontaliers  les plus ambitieux et les plus sophistiqués jamais construits dans le monde, ainsi que le plus important des remparts de défense sassanides. 
Il mesure 195 km de long et jusqu'à 10 mètres de large, et comprend 38 forteresses. Dépassé seulement par la Grande Muraille de Chine, c'est le plus long mur de briques antique. 

## Noms
La muraille de Gorgan est aussi surnommée « le serpent rouge » en raison de la couleur de ses briques. En persan, l'édifice a été couramment désigné comme  la « Barrière d'Alexandre » (سد اسکندر Sadd-i-Iskandar) ou « Mur d'Alexandre » mais aussi sous celui de « barrière d'Anushirvân » (سد انوشروان) et de « barrière de Firuz » (سد پیروز). Sa dénomination officielle est simplement « mur de défense de Gorgan » (دیوار دفاعی گرگان). Les Turkmènes iraniens locaux le connaissent aussi sous le terme de Qïzïl Yïlan ou Qazal Al'an.

## Description
Depuis de la côte Caspienne, la muraille encercle Gonbad-e Qabus par le nord, continue vers le nord-est et disparaît dans les montagnes de Piškamar. Formant une ligne de 195 km de long, de 6 à 10 mètres de large, elle est ponctuée de 38 forteresses qui, espacées de 10 à 50 km, signalent la fonction défensive de l'ouvrage. Construites pendant la même période, ces forteresses adoptent pour la majorité une forme carrée. 
Les matériaux de construction sont la brique, le gypse et le mortier, l'argile étant utilisée seulement aux premiers temps de la construction. Des briques disposées de manière verticale alternent avec des rangées de briques horizontales. Les tailles des briques varient, qu'elles soient crues ou cuites, mais en général, la taille standard correspond à une dimension de 40 × 40 × 10 cm. Les briques cuites ont été fabriquées à partir du sol de loess local et chauffées dans des fours le long du mur.
Les fouilles archéologiques ont commencé en 1999 sous la direction de Jebrael Nokandeh, notamment en prévention des problèmes posés par la construction du barrage du Golestan. C'est devenu une campagne irano-britannique de 2005 à 2009.

## Datation
Un temps datée de la période parthe, l'édification du mur remonte aux règnes de Yazdgard II ou de Péroz Ier, entre le milieu du Ve et le début du VIe s.ap. J.-C. . Il fut abandonné au milieu du VIIe siècle.